# Здание типографии «Миллят»
Здание типографии «Миллят» — историческое здание в Казани, в Старо-Татарской слободе, на улице Нариманова, дом 62. Построен в начале XX века. Объект культурного наследия регионального значения.

## История
Здание сооружено в 1908 году на средства купца Ибрагима Сулеймановича Идрисова, годом ранее основавшего совместно с руководителем медресе «Мухаммадия» Галимджаном Баруди товарищество «Торговый дом Идрисов, Галеев и Ко» для печати литературы, которая предназначалась для учащихся новометожных медресе. С 1908 года новая типография называется «Миллят» («Нация»). До 1917 года типография выпустила более 250 изданий общим тиражом больше 130 тысяч экземпляров. Дом реконструирован с реставрацией фасада в 2013—2015 годах.

## Архитектура
Здание построено в стиле поздней эклектики классицистического направления, в отделке присутствуют псевдовосточные мотивы. Дом кирпичный, двухэтажный, прямоугольный в плане. Нижний этаж предназначался для печатных станков и книжного магазина, верхний был жилым. Первый этаж асимметричен. Магазин помещался в его левой части, оформленной лучковой аркой. В правой части этажа три окна в тонком обрамлении с замковыми камнями. Между ними находится окно в широком обрамлении и с прямым сандриком, которое, возможно, отвечают месту бывшего входа. На втором этаже шесть окон, они имеют тонкое обрамление и прямые сандрики. Над двумя средними окнами карниз раскрепован, над ним — ступенчатый аттик, украшенный медальоном с вензелем. Углы дома оформляют пилястры, рустованные на первом этаже и кессонированные — на втором. Над правой частью дома едва сохранилась надпись «Типографія и словолитня».